# Illes Sakishima
Les illes Sakishima (先島諸島, Sakishima-shotō o 先島群島, Sakishima-guntō) (en okinawenc: Sachishima, en miyako: Saksїzїma, en yaeyama: Sakїzїma, en yonaguni: Satichima) són un arxipèlag situat a l'extrem sud de l'arxipèlag japonès. Formen part de les illes Ryūkyū i inclouen les illes Miyako i les illes Yaeyama. Les illes formen part de la prefectura d'Okinawa, al Japó.

## Illes habitades
Illes Sakishima
- Illes Miyako (antiga subprefectura de Miyako)
  -  Miyakojima (ciutat)
    - Illa d'Ikema (Ikema-jima)
    - Illa d'Irabu (Irabu-jima)
    - Illa de Kurima (Kurima-jima)
    - Illa de Miyako (Miyako-jima)
    - Illa d'Ōgami (Ōgami-jima)
    - Illa de Shimoji (Shimoji-shima)

  -  Tarama (població)
    - Illa de Tarama (Tarama-jima)
    - Illa de Minna (Minna-jima)
- Illes Yaeyama (antiga subprefectura de Yaeyama)
  -  Ishigaki (ciutat)
    - Illa d'Ishigaki (Ishigaki-jima)

  -  Taketomi (ciutat)
    - Aragusuku Island (Aragusuku-jima)
    - Illa d'Hateruma (Hateruma-jima)
    - Illa d'Iriomote (Iriomote-jima)
    - Illa de Kohama (Kohama-jima)
    - Illa de Kuroshima (Kuroshima)
    - Illa de Taketomi (Taketomi-jima)
    - Illa de Yubu (Yubu-jima)

  -  Yonaguni (ciutat)
    - Illa de Yonaguni (Yonaguni-jima)

## Història
Les illes Sakishima es van documentar per primera vegada al Shoku Nihongi (797), on diu que l'any 714 Ō no Ason Okeji (太朝臣遠建治) va rendir homenatge a Dazaifu amb 52 illencs d'Amami (奄美), Shigaki (信 (覚),球美) i altres illes. Es creu que Shigaki és l'actual Ishigaki (石垣), Kumi és l'actual assentament de Kume (久米) o Komi (古見) d'Iriomote. La "Història de Yuan" (1370) documentava que un nàufrag de Mìyágǔ (密牙古) va arribar a Wenzhou el 1317. Es creu que aquesta és la primera documentació de Miyako (宮古).
A les illes Sakishima s'han trobat eines de pedra i eines de closca de fa 2.500 anys. Les eines de closca de la mateixa època també es troben a Taiwan i les Filipines, però no a l'illa d'Okinawa ni a Amami Ōshima. Així, es creu que aquestes illes van tenir una relació cultural més forta o més estreta amb Taiwan, les Filipines i altres regions de parla austronesia.
La terrissa local es va fer a partir del segle XI. Molts líders locals, coneguts com aji, van aparèixer al segle XV. Al mateix temps, les autoritats polítiques d'Okinawa van veure les illes perifèriques com a punts de parada útils al llarg d'una ruta comercial marítima i van augmentar gradualment la seva influència. Yohanashiidu Tuyumya (与那覇勢頭豊見親) va unificar Miyako el 1365 i va rendir homenatge a Satto, el rei del regne de Chūzan d'Okinawa.

### Control japonès
Després de la Restauració Meiji, el 1872, el govern japonès va declarar unilateralment que el Regne de Ryūkyū era aleshores el Domini de Ryūkyū i va començar a incorporar les illes com a part del Japó. El 1879, després que el govern de Ryukyuan es resistís i desobeís les ordres de Tòquio, el Japó va abolir el domini, va deposar el rei i va establir la prefectura d'Okinawa. La dinastia Qing de la Xina, però, es va oposar a l'acció, reclamant la sobirania sobre l'antic regne. Japó va proposar cedir les illes Sakishima, sempre que la Xina afegís l'estatus de "nació més afavorida" del Japó al Tractat d'amistat sino-japonès (1871). La Xina va acceptar al principi, però després de les objeccions del virrei Li Hongzhang, l'acord no es va fer. La Xina va concedir efectivament les seves reclamacions de sobirania sobre Ryukyu, incloses les illes Sakishima, després de la seva derrota pel Japó a la Guerra Sino-Japonesa de 1894–95.
La modernització de Sakishima per part del govern japonès va ser lenta en comparació amb el Japó o fins i tot Okinawa.

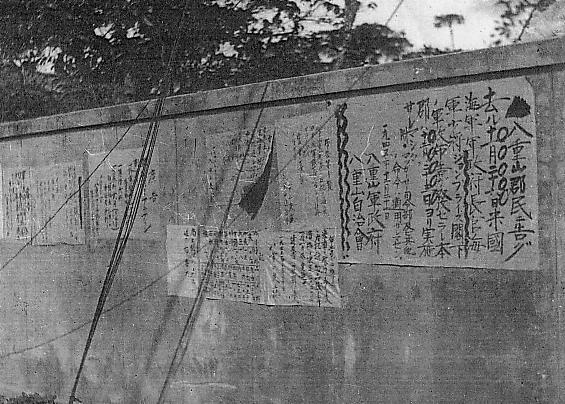
Un tauler d'anuncis de l'Associació Comunitària Yaeyama, desembre de 1945

Durant la Segona Guerra Mundial, hi va haver una batalla aèria lliurada contra les dues illes més grans de les illes Sakishima que va durar 82 dies per tal de neutralitzar els aeròdroms Kamikaze. Els exèrcits britànic i dels Estats Units van bombardejar amb intensitat les pistes i altres objectius diàriament mentre la batalla terrestre esclatava a Okinawa a 175 milles de distància. Les 32.000 tropes experimentades de l'Exèrcit Imperial Japonès i de la Armada Imperial Japonesa a Miyako no es van rendir fins 27 dies després que el Japó es rendís formalment. Les illes Sakishima no van patir una invasió terrestre durant la Segona Guerra Mundial, tot i que una gran quantitat de guerres antisubmarines i batalles de combois van tenir lloc a les aigües que envoltaven immediatament l'arxipèlag durant els anys previs a la campanya d'Okinawa. Una sèrie de submarins nord-americans i japonesos es van perdre a prop d'aquestes illes, ja que formaven una defensa perifèrica vital per als colls d'ampolla de transport marítim de l'Imperi a l'estret de Formosa (Taiwan) i de Luzón.
El juny de 1945, el govern japonès va ordenar als habitants que s'evacuessin al nord d'Ishigaki i Iriomote, on 3.647 d'ells van perdre la vida a causa de la malària. En canvi, els atacs aeris van matar molt menys: 174. Després que l'Exèrcit Imperial Japonès fos derrotat a Okinawa més tard aquell mes, hi va haver un buit de control militar i governamental a les illes Sakishima. Algunes tropes de la guarnició van robar els cultius de les granges o es van dedicar a la violència contra els locals. Per contrarestar-los, els residents d'Ishigaki van formar l'Associació de la Comunitat Yaeyama (八重山自治会). Com que va actuar com un govern local temporal, alguns historiadors van descriure l'associació com la República Yaeyama (八重山共和国).

### Control dels Estats Units
Les autoritats d'ocupació dels Estats Units van declarar l'establiment del domini militar el desembre de 1945, restaurant la subprefectura de Miyako i la subprefectura de Yaeyama. L'associació local va deixar de funcionar. El 1952, el Tractat de San Francisco va confirmar que aquestes illes estaven sota control dels Estats Units. La malària va ser erradicada de l'illa el 1961. Les illes van ser retornades al Japó el 1972, juntament amb la resta de la prefectura d'Okinawa.

## Cultura
A les illes hi ha tres llengües natives; llengua miyako a les illes Miyako, llengua yonaguni a Yonaguni i llengua yaeyama a les altres illes Yaeyama. Totes aquestes llengües pertanyen a la branca del ryukyuan del sud del grup de llengües ryukyuenques, que al seu torn pertanyen al grup de llengües japoneses. Aquestes llengües no són mútuament intel·ligibles. Com a Okinawa, per tant, el japonès estàndard s'utilitza en situacions formals, mentre que el japonès d'Okinawa, és a dir, el japonès estàndard amb paraules natives Ryukyuan, canvis de pronunciació, etc., també s'utilitza força habitualment.

## Galeria d'imatges

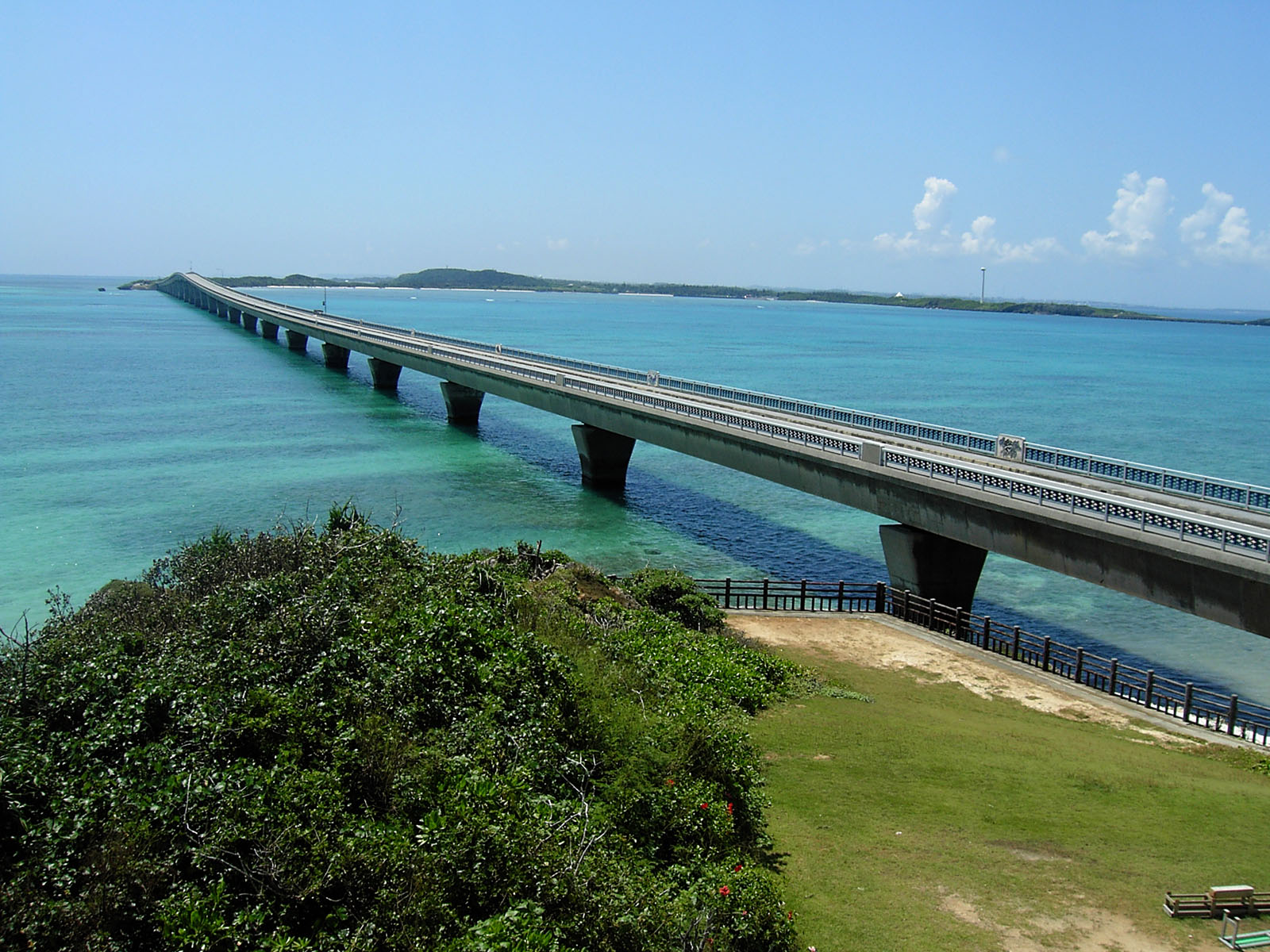
El pont d'Ikema, entre Miyako i Ikema
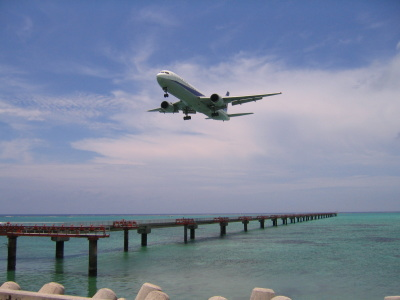
Shimoji
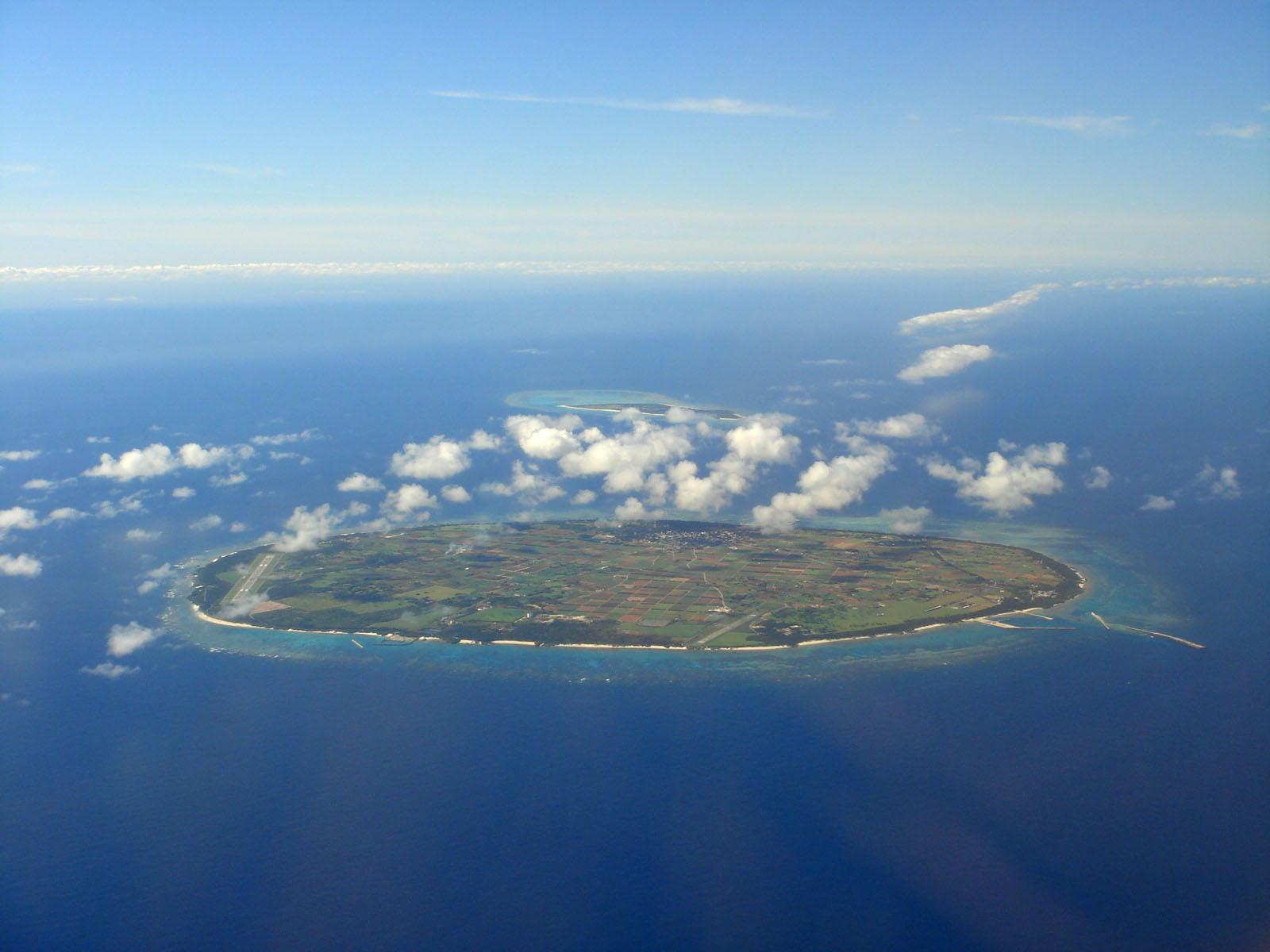
Tarama
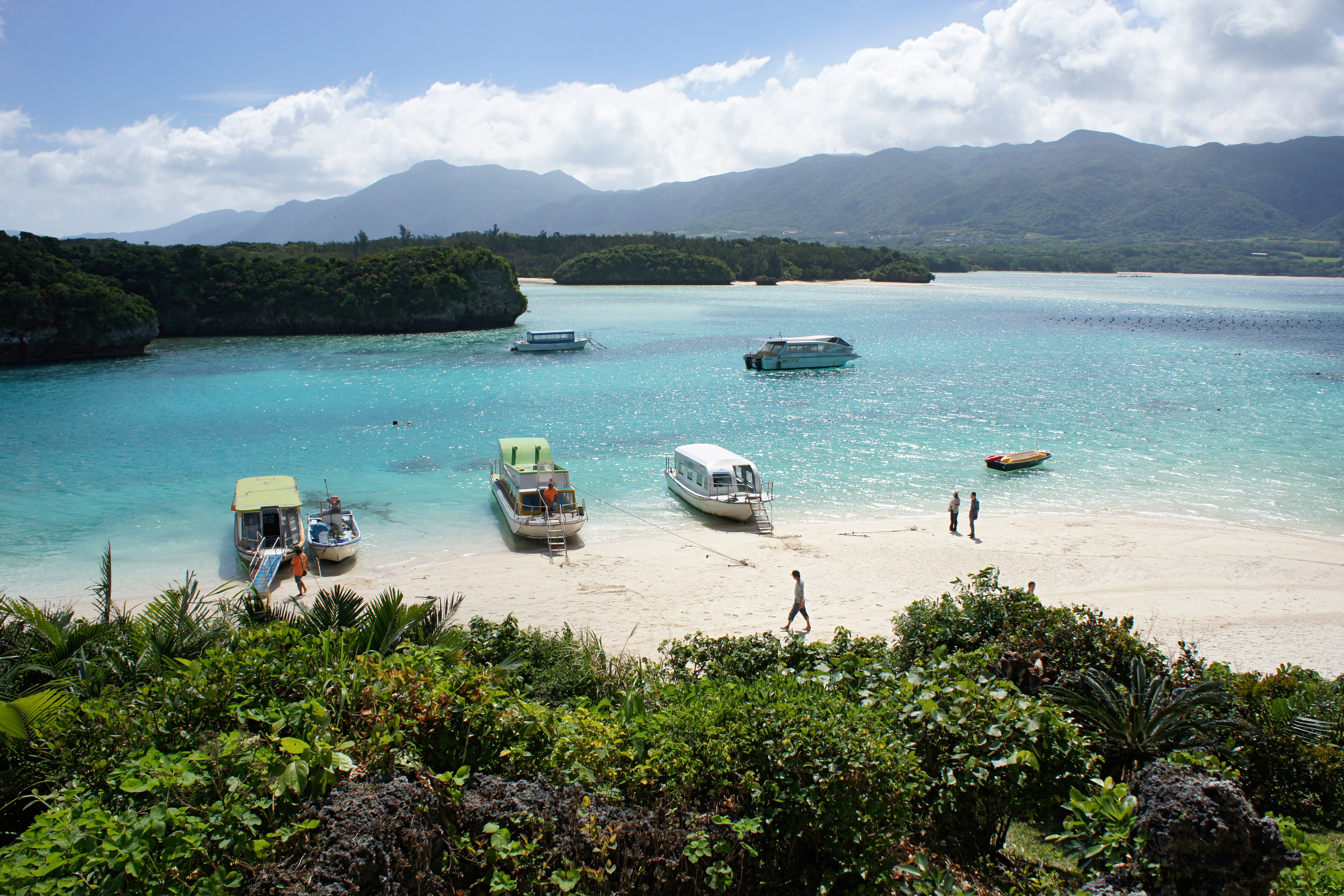
Ishigaki
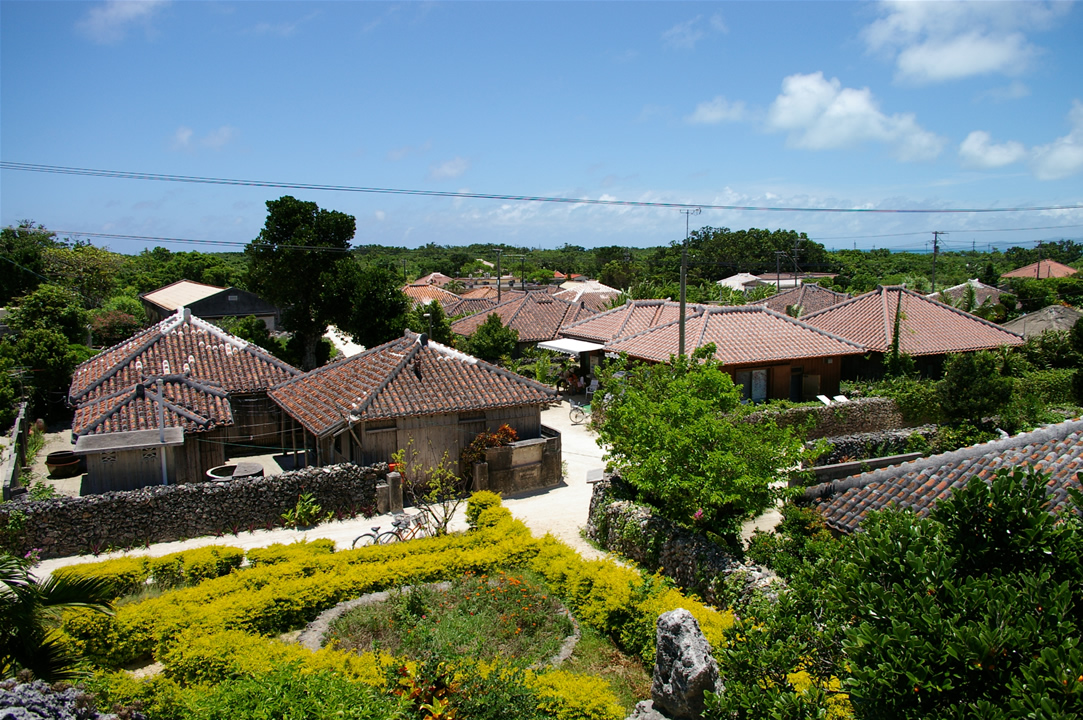
Taketomi
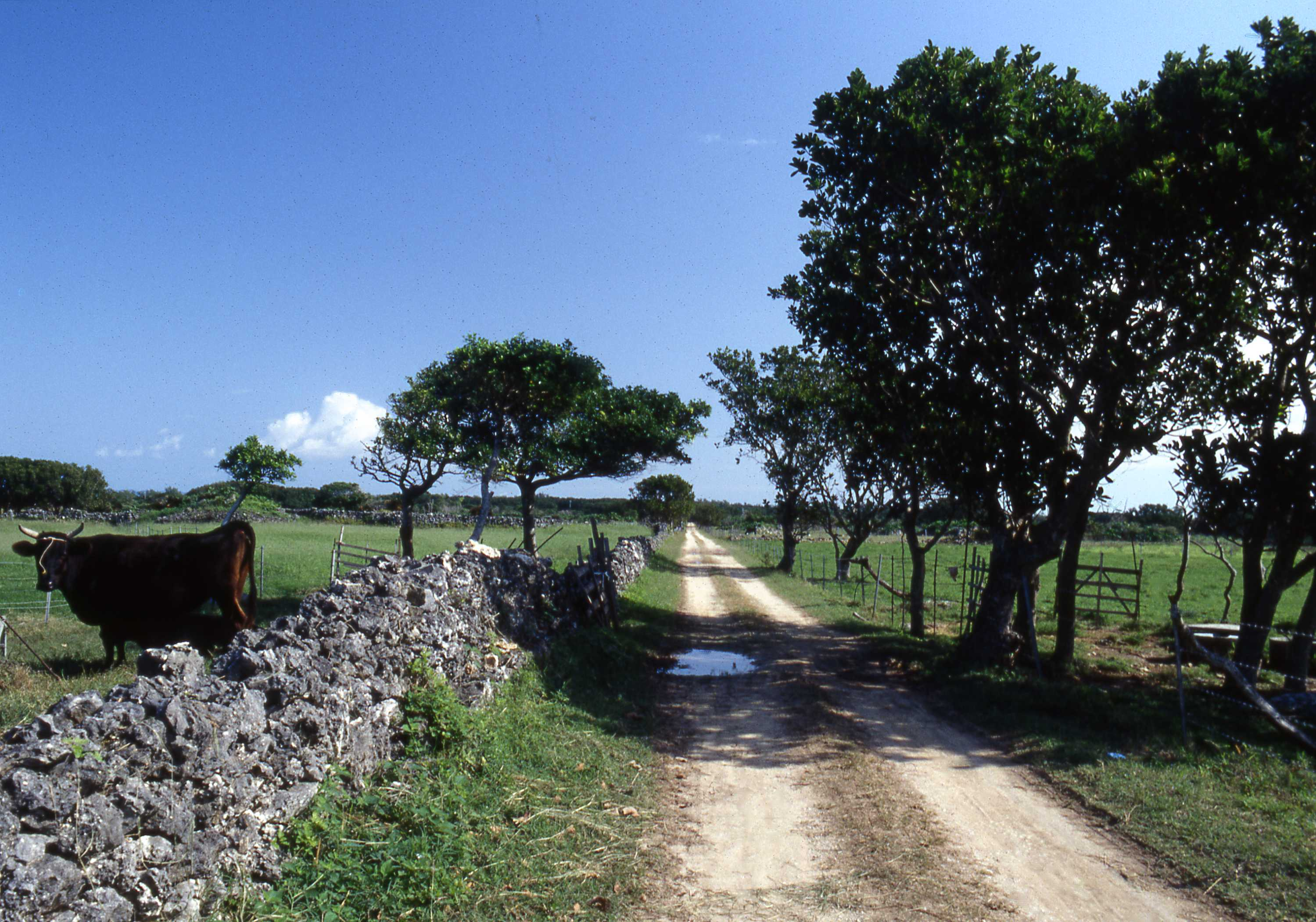
Kuroshima
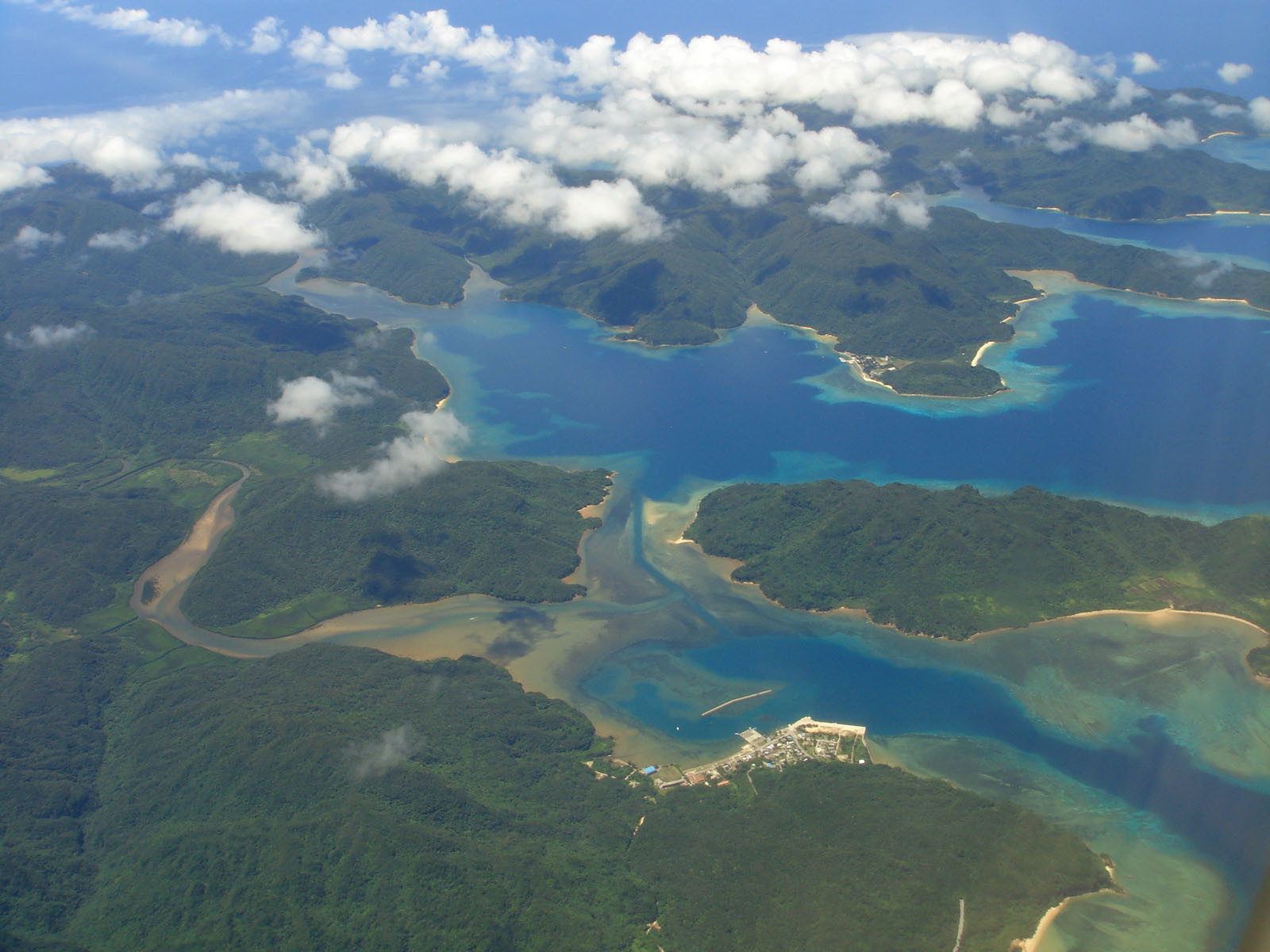
Iriomote
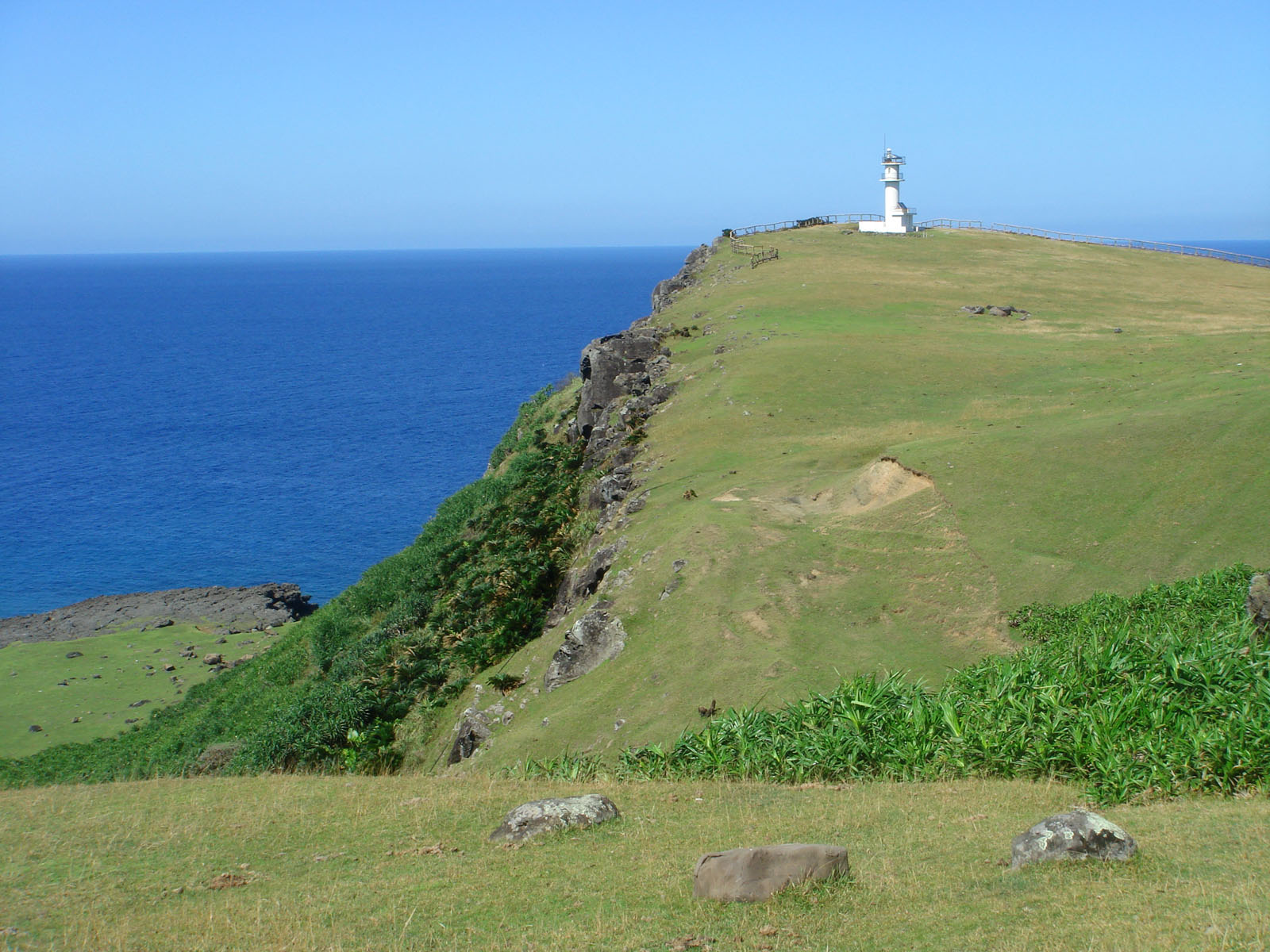
Yonaguni